# Sovetscoe
Sovetscoe (en rumano: Sovetscoe; en ruso: Советское, romanizado: Sovétskoye; en ucraniano: Совєтське, romanizado: Sovietske) es una comuna y pueblo ubicado en la parcialmente reconocida República de Transnistria, dentro del distrito de Rîbnița, aunque de iure pertenece a Moldavia. 

## Geografía
La comuna se compone de dos pueblos: Sovetscoe y Vasilievca (en ruso: Васильевка; en ucraniano: Василівка).     

## Historia
El pueblo fue fundado en 1929 como parte de la República Socialista Soviética Autónoma de Moldavia, y en la República Socialista Soviética de Moldavia en 1940 durante la Segunda Guerra Mundial. De 1941 a 1944, Sovetscoe fue administrada por el reino de Rumania como parte de la gobernación de Transnistria.

## Demografía
Según el censo de 2004, los rumanos representaban el 55,16% de la población local; los ucranianos son el 33,7%; y los rusos, el 8,42%.